# 四線鉤棘杜父魚
四線鉤棘杜父魚，為輻鰭魚綱鮋形目杜父魚亞目杜父魚科的其中一種。分布於北太平洋區的白令海海域，屬底棲性魚類，深度約水深0至50公尺。

## 扩展阅读
維基物種上的相關：四線鉤棘杜父魚